# Homer, Georgia
Homer är en ort i den amerikanska delstaten Georgia med en yta av 24,8 km² och en folkmängd som uppgår till 950 invånare (2000). Homer är administrativ huvudort i Banks County. Orten grundades officiellt den 19 december 1859 och fick sitt namn efter Homer Jackson.